# Port lotniczy Mohe
Port lotniczy Mohe (IATA: OHE, ICAO: ZYMH) – port lotniczy położony w Mohe, w prowincji Heilongjiang, w Chińskiej Republice Ludowej.

## Linie lotnicze i połączenia
| Linia Lotnicza          | Kierunek                                  |
| ----------------------- | ----------------------------------------- |
| Chengdu Airlines        | 1. Fuyuan 2. Harbin 3. Heihe 4. Jiagedaqi |
| China Southern Airlines | 1. Pekin-Daxing 2. Harbin                 |
| Donghai Airlines        | 1. Harbin 2. Shenzhen                     |
| Spring Airlines         | 1. Harbin 2. Jieyang 3. Szanghaj-Pudong   |